# Hephaestus (geslacht)
Hephaestus is een geslacht van straalvinnige vissen uit de familie van de tijgerbaarzen (Terapontidae).

## Soorten
- Hephaestus adamsoni (Trewavas, 1940)
- Hephaestus carbo (Ogilby & McCulloch, 1916)
- Hephaestus epirrhinos Vari & Hutchins, 1978
- Hephaestus fuliginosus (Macleay, 1883)
- Hephaestus habbemai (Weber, 1910)
- Hephaestus jenkinsi (Whitley, 1945)
- Hephaestus komaensis Allen & Jebb, 1993
- Hephaestus lineatus Allen, 1984
- Hephaestus obtusifrons (Mees & Kailola, 1977)
- Hephaestus raymondi (Mees & Kailola, 1977)
- Hephaestus roemeri (Weber, 1910)
- Hephaestus transmontanus (Mees & Kailola, 1977)
- Hephaestus trimaculatus (Macleay, 1883)
- Hephaestus tulliensis De Vis, 1884